# لودوویکو بیدویو
لودوویکو بیدویو (ایتالیایی: Ludovico Bidoglio؛ ۵ فوریه ۱۹۰۰ – ۲۵ دسامبر ۱۹۷۰) بازیکن فوتبال ایتالیایی‌تبار اهل آرژانتین بود.
از باشگاه‌هایی که در آن بازی کرده‌است می‌توان به باشگاه فوتبال بوکا جونیورز اشاره کرد.
وی همچنین در تیم ملی فوتبال آرژانتین بازی کرده‌است.
وی در مسابقات کشوری و بین‌المللی در مجموع برندهٔ ۱ مدال نقره شده‌است.